# Primera Liga de Eslovenia 2015-16
La PrvaLiga de Eslovenia 2015-16 (PrvaLiga Telekom Slovenije en esloveno y por razones de patrocinio) fue la 25.ª temporada de la Prva SNL. La temporada comenzó el 17 de julio de 2015 y terminó el 21 de mayo de 2016. 
El 15 de mayo de 2016, a una fecha del final, el Olimpija Ljubljana se coronó campeón, ganando la primera liga de su historia.

## Ascensos y descensos
El ascendido de la Segunda Liga de Eslovenia 2014-15 fue el Krško en reemplazo del descendido Radomlje.
| Pos. | de PrvaLiga de Eslovenia 2014-15 |
| ---- | -------------------------------- |
| 10.º | Radomlje                         |

| Pos. | de Segunda Liga de Eslovenia 2014-15 |
| ---- | ------------------------------------ |
| 1.º  | Krško                                |

## Sistema de competición
El torneo se jugó con el formato todos contra todos a cuatro ruedas, totalizando todos los clubes 36 partidos, al final de la fecha 36 el club con el mayor puntaje se coronó campeón y se clasificó a la Segunda ronda de la Liga de Campeones 2016-17; los equipos que acaben en el segundo y tercer lugar se clasificaron a la Primera ronda de la Liga Europa 2016-17, el equipo con el menor puntaje descendió a la Segunda Liga de Eslovenia 2016-17; mientras que el penúltimo jugó el Play-Off de Relegacion con el 2.ª de la Segunda Liga de Eslovenia 2015-16 por el último cupo para la temporada siguiente.
Un tercer cupo para la Primera ronda de la  Liga Europa 2016-17 fue asignado al campeón de la Copa de Eslovenia.

## Equipos participantes
| Equipo             | Ciudad      | Estadio                  | Aforo  |
| ------------------ | ----------- | ------------------------ | ------ |
| Celje              | Celje       | Arena Petrol             | 13.006 |
| Domžale            | Domžale     | Športni park Domžale     | 3.313  |
| Gorica             | Nova Gorica | Športni park Nova Gorica | 3.066  |
| Koper              | Koper       | Estadio SRC Bonifika     | 4.190  |
| Krka               | Novo Mesto  | Stadion Portoval         | 4.000  |
| Krško              | Krško       | Matija Gubec Stadium     | 1.728  |
| Maribor            | Maribor     | Estadio Ljudski vrt      | 12.994 |
| Olimpija Ljubljana | Liubliana   | Estadio Stožice          | 16.038 |
| Rudar Velenje      | Velenje     | Ob Jezeru Stadion        | 2.341  |
| Zavrč              | Zavrč       | Zavrč Sports Park        | 2.500  |

## Clasificación
| Pos. | Equipo                 | Pts. | PJ | G  | E  | P  | GF | GC | Dif. | Clasificación 2016–17                 |
| ---- | ---------------------- | ---- | -- | -- | -- | -- | -- | -- | ---- | ------------------------------------- |
| 1    | Olimpija Ljubljana (C) | 74   | 36 | 22 | 8  | 6  | 75 | 25 | +50  | Segunda ronda de la Liga de Campeones |
| 2    | Maribor                | 68   | 36 | 19 | 11 | 6  | 78 | 37 | +41  | Segunda ronda de la Liga Europa       |
| 3    | Domžale                | 55   | 36 | 14 | 13 | 9  | 46 | 31 | +15  | Primera ronda de la Liga Europa       |
| 4    | Gorica                 | 52   | 36 | 15 | 7  | 14 | 48 | 49 | −1   | Primera ronda de la Liga Europa       |
| 5    | Celje                  | 45   | 36 | 11 | 12 | 13 | 32 | 46 | −14  |                                       |
| 6    | Krško                  | 41   | 36 | 10 | 11 | 15 | 24 | 48 | −24  |                                       |
| 7    | Rudar Velenje          | 41   | 36 | 11 | 8  | 17 | 34 | 52 | −18  |                                       |
| 8    | Koper                  | 40   | 36 | 11 | 7  | 18 | 40 | 54 | −14  |                                       |
| 9    | Zavrč                  | 40   | 36 | 9  | 13 | 14 | 32 | 41 | −9   | Play-off de relegación                |
| 10   | Krka                   | 34   | 36 | 8  | 10 | 18 | 30 | 56 | −26  | Descenso de categoría                 |

Actualizado a los partidos jugados el 21 de mayo de 2016.
 Fuente: Soccerway
Criterios de clasificación: Puntos · Puntos entre uno-a-uno · Diferencia de gol entre uno-a-uno · Goles de visita entre uno-a-uno · Diferencia de goles · Goles conseguidos.
Notas:
1. ↑  Tras ganar la Copa de Eslovenia 2015-16, el Maribor recibió un cupo para la Segunda ronda de la Liga Europa 2016-17.
2. 1 2  Krško por delante del Rudar Velenje en los enfrentamientos directos: Rudar 1–1 Krško, Krško 0–0 Rudar, Rudar 0–1 Krško, Krško 1–1 Rudar
3. 1 2  Koper por delante del Zavrč en los enfrentamientos directos: Zavrč 1–0 Koper, Koper 3–1 Zavrč, Zavrč 1–3 Koper, Koper 1–0 Zavrč.

## Tabla de resultados cruzados
| Local \ Visitante  | CEL | DOM | GOR | KOP | KRK | KRS | MAR | OLI | RUD | ZAV |
| ------------------ | --- | --- | --- | --- | --- | --- | --- | --- | --- | --- |
| Celje              | —   | 0–3 | 2–3 | 1–1 | 1–1 | 0–0 | 1–3 | 0–4 | 1–0 | 2–1 |
| Domžale            | 2–2 | —   | 2–3 | 1–0 | 3–0 | 2–0 | 0–1 | 1–1 | 0–2 | 0–1 |
| Gorica             | 1–1 | 0–1 | —   | 1–2 | 2–0 | 3–1 | 1–4 | 0–3 | 2–1 | 3–0 |
| Koper              | 1–1 | 2–3 | 1–3 | —   | 0–0 | 4–0 | 2–1 | 1–2 | 1–1 | 3–1 |
| Krka               | 1–0 | 0–4 | 1–2 | 2–4 | —   | 2–0 | 0–2 | 1–3 | 0–0 | 1–1 |
| Krško              | 1–0 | 1–1 | 1–0 | 1–0 | 0–0 | —   | 1–3 | 0–2 | 0–0 | 0–1 |
| Maribor            | 1–0 | 1–1 | 4–2 | 4–0 | 2–2 | 4–1 | —   | 0–3 | 7–1 | 1–1 |
| Olimpija Ljubljana | 6–0 | 0–2 | 4–1 | 4–1 | 3–1 | 5–0 | 2–2 | —   | 5–0 | 0–2 |
| Rudar Velenje      | 4–0 | 0–0 | 1–0 | 1–0 | 0–1 | 1–1 | 0–0 | 1–3 | —   | 1–3 |
| Zavrč              | 0–1 | 0–0 | 1–2 | 1–0 | 0–1 | 1–1 | 2–1 | 1–1 | 3–2 | —   |

| Local \ Visitante  | CEL | DOM | GOR | KOP | KRK | KRS | MAR | OLI | RUD | ZAV |
| ------------------ | --- | --- | --- | --- | --- | --- | --- | --- | --- | --- |
| Celje              | —   | 1–2 | 2–2 | 3–0 | 1–0 | 0–1 | 0–0 | 1–3 | 1–0 | 0–0 |
| Domžale            | 0–3 | —   | 1–1 | 1–1 | 1–1 | 2–3 | 0–0 | 0–1 | 4–0 | 0–0 |
| Gorica             | 1–2 | 0–2 | —   | 0–1 | 1–0 | 1–0 | 0–2 | 1–1 | 1–0 | 2–2 |
| Koper              | 1–2 | 0–2 | 1–1 | —   | 2–3 | 0–1 | 0–5 | 1–2 | 0–1 | 1–0 |
| Krka               | 1–1 | 3–1 | 1–0 | 0–1 | —   | 0–0 | 1–3 | 0–2 | 1–5 | 2–0 |
| Krško              | 0–0 | 0–0 | 0–2 | 0–1 | 3–0 | —   | 1–3 | 2–1 | 1–1 | 0–1 |
| Maribor            | 0–1 | 2–1 | 2–3 | 2–2 | 2–1 | 6–0 | —   | 0–0 | 2–3 | 3–3 |
| Olimpija Ljubljana | 0–0 | 0–0 | 0–2 | 2–0 | 3–0 | 0–1 | 1–2 | —   | 5–0 | 1–1 |
| Rudar Velenje      | 2–0 | 1–2 | 1–0 | 0–2 | 1–1 | 0–1 | 0–3 | 0–1 | —   | 1–0 |
| Zavrč              | 0–1 | 0–1 | 1–1 | 1–3 | 2–1 | 1–1 | 0–0 | 1–2 | 0–2 | —   |

## Play-off de relegación
Fue disputado en partidos de ida y vuelta entre el 9.ª Clasificado de la Tabla Acumulada y el subcampeón de la Segunda Liga de Eslovenia 2015-16.
Zavrč derrotó en el play-off con un global de 4:3 al Aluminij, lo que le daba la salvación, sin embargo, el club no pudo obtener una licencia para la próxima temporada debido a razones financieras. En 2015, el Zavrč adquirió al portero croata Hrvoje Čubić, que era jugador del Mosor de tercera división. El costo de la transferencia fue de 7.000€ y ambos clubes acordaron pagar 1.000 de inmediato y los 6.000 restantes antes del 14 de abril de 2016. El club finalmente pagó los 6.000 euros pero no firmó el documento, informando a la NZS del problema. Finalmente enviaron la documentación de la licencia sin este certificado, pero adjuntaron un recibo de pago, el cual estaba fechado el 14 de abril y no el 31 de marzo, como debe ser de acuerdo a la normativa. El 3 de mayo se le informo al club que no cumplían con los requisitos para obtener una licencia.
Después de esta decisión, la NZS invitó al Aluminij a unirse a la primera división para la próxima temporada, invitación que el club aceptó.
| Ida; 29 de mayo de 2015, 20:00 | Zavrč                                    | 3:2 (2:2) | Aluminij                 | Zavrč Sports Park, Zavrč                               |                                                        |
|                                | - Pihler 42' - Kokorović 44' - Tišma 87' |           | - 14' Bizjak - 26' Kurež | Asistencia: 600 espectadores Árbitro(s): Roberto Ponis | Asistencia: 600 espectadores Árbitro(s): Roberto Ponis |

| Vuelta; 2 de junio de 2016, 17:00 | Aluminij     | 1:1 (0:0) (Global 3:4) | Zavrč        | Aluminij Sports Park, Kidričevo                            |                                                            |
|                                   | - Bizjak 57' |                        | - 60' Pihler | Asistencia: 1.000 espectadores Árbitro(s): Dragoslav Perić | Asistencia: 1.000 espectadores Árbitro(s): Dragoslav Perić |

## Estadísticas

### Goleadores
| Pos. | Jugador             | Club            | Goles |
| ---- | ------------------- | --------------- | ----- |
| 1    | Andraž Šporar       | Olimpija        | 17    |
| 1    | Rok Kronaveter      | Olimpija        | 17    |
| 1    | Jean-Philippe Mendy | Maribor         | 17    |
| 4    | Blessing Eleke      | Gorica/Olimpija | 15    |
| 5    | Gregor Bajde        | Maribor         | 13    |
| 6    | Marcos Tavares      | Maribor         | 12    |
| 7    | Antonio Mance       | Domžale         | 11    |
| 8    | Agim Ibraimi        | Maribor         | 10    |
| 9    | Ezekiel Henty       | Olimpija        | 8     |
| 9    | Jaka Štromajer      | Koper           | 8     |